# Gonomyia narasinha
Gonomyia narasinha är en tvåvingeart som beskrevs av Alexander 1955. Gonomyia narasinha ingår i släktet Gonomyia och familjen småharkrankar. Inga underarter finns listade i Catalogue of Life.